# Kōraibashi
Kōraibashi (高麗橋, lit. « pont Goryeo ») est le nom d'un pont de Chūō-ku à Osaka, préfecture d'Osaka au Japon, qui enjambe la rivière Higashi Yokobori et partage son nom avec le quartier environnant.
L'endroit reçut le nom de « Kōrai » durant la période Asuka ou l'époque de Nara, quand l'ancien Japon était en étroit contact avec les trois Royaumes de Corée. L'envoyé en Corée s'appelait komanomuratsumi (高麗館) et quand Toyotomi Hideyoshi divisa Osaka en zones, il choisit les mêmes kanjis.

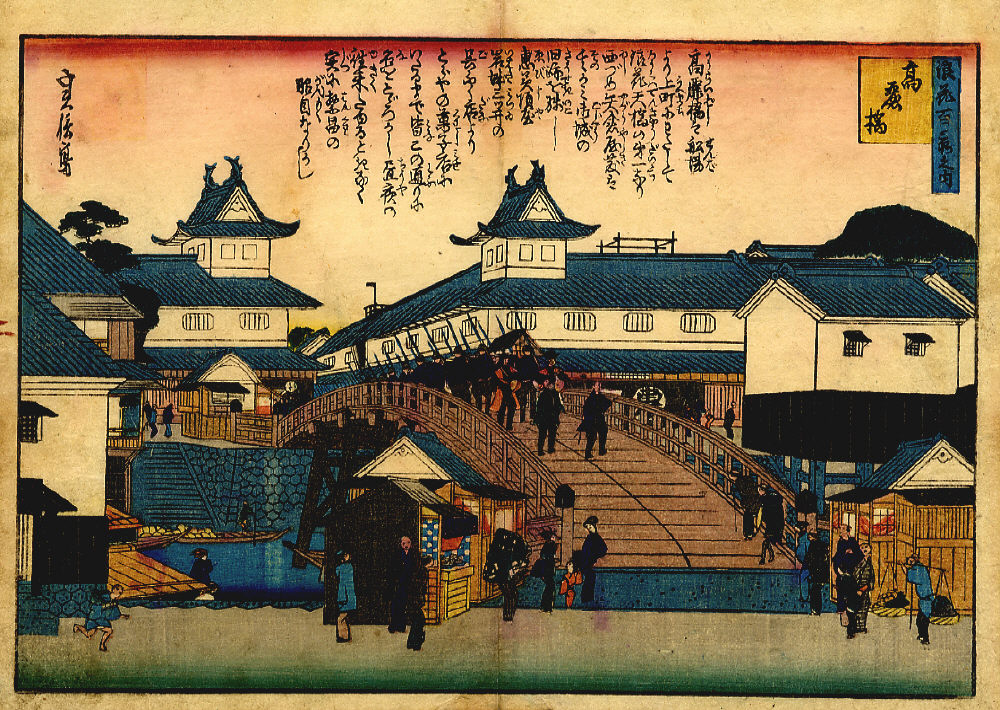
Le pont Koraibashi, en bois, selon une image du 19e s.
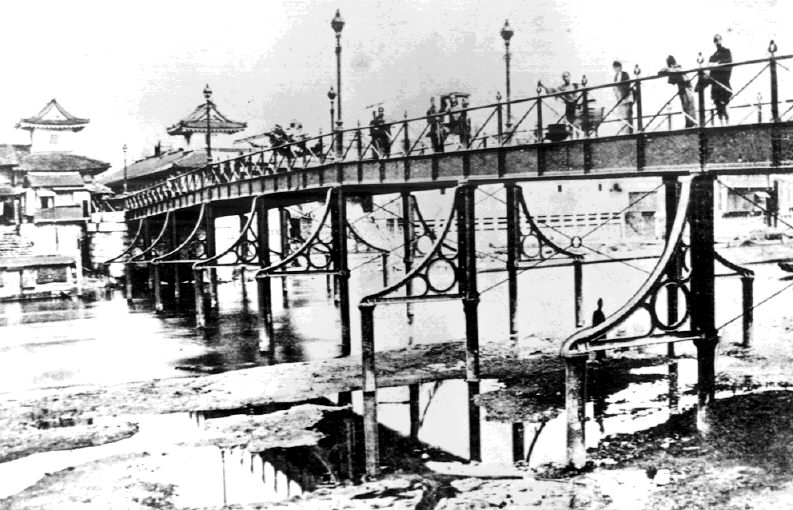
Le pont Koraibashi, en acier, en 1870.

## Stations voisines
Ōsaka Kaidō
Moriguchi-juku - Kōraibashi (point d'arrivée)

## Source de la traduction
- (en) Cet article est partiellement ou en totalité issu de l’article de Wikipédia en anglais intitulé « Kōraibashi » (voir la liste des auteurs).